# The Grey: La limita supraviețuirii
The Grey: La limita supraviețuirii (2012) este un thriller american regizat de Joe Carnahan, cu Liam Neeson, Frank Grillo și Dermot Mulroney în rolurile principale. Filmul se bazează pe povestirea „Ghost Walker” de Ian MacKenzie Jeffers, care a scris scenariul filmului împreună cu Carnahan.
Filmul prezintă povestea unui grup de oameni care se prăbușesc cu avionul în Alaska și sunt forțați   
să supraviețuiască în fața unei haite de lupi care încep să-i vâneze.

## Distribuție
- Liam Neeson este John Ottway
- Frank Grillo este John Diaz
- Dermot Mulroney este Talget
- Dallas Roberts este Pete Hendrick
- Joe Anderson este Todd Flannery
- Nonso Anozie este Burke
- James Badge Dale este Lewenden
- Jacob Blair este Cimoski
- Ben Bray este Hernandez
- Anne Openshaw este soția lui Ottway